# Liste der Naturdenkmale in Dümpelfeld
Die Liste der Naturdenkmale in Dümpelfeld nennt die im Gemeindegebiet von Dümpelfeld ausgewiesenen Naturdenkmale (Stand 14. Februar 2024).

## Naturdenkmale
| Nr.         | Bezeichnung                  | Lage                                                         | Beschreibung                                                                                | Bild                                    |
| ----------- | ---------------------------- | ------------------------------------------------------------ | ------------------------------------------------------------------------------------------- | --------------------------------------- |
| ND-7131-373 | Wacholderfläche Niederadenau | Niederadenau, südöstlich des Ortes, Distrikt Rübenklopf Lage | flächenhaftes Naturdenkmal; degradierte Wacholderheide; auch auf der Gemarkung von Leimbach | Direkt Bild zu diesem Denkmal hochladen |